# Желтошапочный дятел
Желтошапочный дятел (лат. Leiopicus mahrattensis) — птица семейства дятловых. Распространён в засушливых районах Индостана и Индокитая, в частности в сухих редколесьях плоскогорья Декан. Также встречается на сельскохозяйственных посадках фруктовых деревьев и вдоль дорог. Питается древесными насекомыми, плодами и нектаром древесных растений.

## Описание

### Внешний вид
Мелкий дятел с достаточно длинным прямым клювом. Общая длина 17—18 см, вес 28—46 г. Характерная черта этой птицы, хорошо выделяющая её среди других пёстрых дятлов (за исключением буролобого) — золотисто-жёлтое оперение в области лба и темени. Затылок у самца ярко-красный, у самки — буровато-охристый. «Усы» выражены слабее остальных родственных видов, окрашены в светло-коричневый цвет. Щёки, кроющие ушей, подбородок и горло белые с коричневатыми пестринами. Верхняя часть туловища типичная для большинства родственных видов — чёрная либо чёрно-бурая с белыми пятнами и пестринами, поясница — белая. Брюхо белое с оранжево-красным пятном по центру. Молодые окрашены более невзрачно — буроватые сверху и с размытыми тёмными пятнами снизу. Клюв конической формы с широким основанием, неострый.
В сравнении с буролобым дятлом у желтошапочного белые пятна на спине не размыты, а чётко разделены; «усы» значительно менее заметные; хвост полосатый чёрно-белый (у буролобого только крайние рулевые перья чёрно-белые, а средние — полностью чёрные).

### Голос
Позывка — слабое «пик». Временами издаёт резкое «клик..клик», в более продолжительном варианте переходящее в трель «клик..клик..ррррр». Неголосовое средство общения — барабанная дробь.

## Распространение

### Ареал
Ареал разбит на несколько изолированных участков, самый крупный из которых охватывает большую часть Индийского субконтинента от долины Инда (восточный Пакистан) к северу и северо-востоку до подножьев Гималаев, к востоку до индийского штата Ассам, к югу до Шри-Ланки. Второй по размеру участок находится в границах Мьянмы. Наконец, дятел распространён во внутренних районах Лаоса, Камбоджи и Вьетнама. До недавнего времени небольшая популяция птиц была отмечена в западном Таиланде, однако в настоящее время она считается вымершей.

### Места обитания
Населяет сухие листопадные, саванные, галерейные леса, остепнённые редколесья, колючие скрэбы (кустарниковые заросли с ксерофильной растительностью), зрелые рощи маслины африканской. В западной части Индии иногда проникает в муссонные дождевые леса. Нередко селится вдоль дорог, на фруктовых плантациях, в садах. На Шри-Ланке обычно ассоциируется с местами, богатыми посадками молочая древнего (Euphorbia antiquorum). В Непале встречается на высоте до 1700 м, на юге Индии — до 2000 м над уровнем моря, но обычно область обитания не превышает 1000 м над уровнем моря.

## Питание
Основной корм — древесные насекомые: гусеницы (в том числе пядениц), личинки щелкунов, долгоносиков, златок, стрекоз. Кормится в кроне деревьев, очень редко спускаясь на землю.

## Размножение
Сезон размножения на Индостане с февраля по июль, в Индокитае — с февраля по июль. Для гнезда выбивается дупло в подгнившей части живого дерева на высоте до 10 м над поверхностью земли, часто в нижне части боковой ветви. Известны случаи использования старых гнёзд малого индо-малайского дятла. В кладке 3 яйца, насиживают и выводят птенцов оба родителя. Срок инкубации 13 дней.